# Европско првенство у атлетици у дворани 1979 — 60 метара за жене
Такмичење у трчању на 60 метара у женској конкуренцији  на 10. Европском првенству у дворани 1979. одржано је 12. фебруара у Бечу Аустрија⟩.
Титулу европске првакиње освојену на Европском првенству у дворани 1977. у Сан Себастијану и  Европском првенству у дворани 1978. у Милану поново је одбранила  Марлис Гер из Источне Немачке.

## Земље учеснице
Учествовало је 19 атлетичарки  из 14. земаља.
1. Аустрија (2)
2. Белгија (1)
3. Бугарска (1)
4. Западна Немачка (2)
5. Источна Немачка (2)
6. Југославија (1)
7. Ирска (1)
8. Пољска (1)
9. Совјетски Савез (2)
10. Финска (1)
11. Француска (1)
12. Холандија (1)
13. Уједињено Краљевство (1)
14. Шведска (1)

## Освајачи медаља
|                            |                            |                                    |
| Марлис Гер Источна Немачка | Марита Кох Источна Немачка | Људмила Сторижкова Совјетски Савез |

## Резултати

### Квалификације
У квалификацијама такмичарке су биле подељене у 4 групе. У полуфинале  су ишле по две првопласиране из осваке групе КВ и пет на основу постигнутог резултата кв. Квалификације, полуфинале и финалее одрршано је истог дана.

### Полуфинале
За финале пласирале су  по 3 првопласиране из  обе полуфиналне групе.

### Финале
| Место | Стаза | Атлетичарка        | Земља                | Резултат | Белешка |
| ----- | ----- | ------------------ | -------------------- | -------- | ------- |
|       | 2     | Марлис Гер         | Источна Немачка      | 7,17     |         |
|       | 1     | Марита Кох         | Источна Немачка      | 7,19     |         |
|       | 6     | Људмила Сторижкова | Совјетски Савез      | 7,22     |         |
| 4     | 5     | Венди Кларк        | Уједињено Краљевство | 7,26     |         |
| 5     | 3     | Линда Хаглунд      | Шведска              | 7,28     |         |
| 6     | 4     | Софка Попова       | Бугарска             | 7,29     |         |